# Gibellula mirabilis
Gibellula mirabilis är en svampart som beskrevs av Samson & H.C. Evans 1992. Gibellula mirabilis ingår i släktet Gibellula och familjen Cordycipitaceae.   Inga underarter finns listade i Catalogue of Life.